# Porlezza
Porlezza är en ort och kommun i provinsen Como i regionen Lombardiet i Italien. Kommunen hade 4 964 invånare (2018).